# Boholț
Boholț is een dorp in in de regio Transsylvanië, in het Roemeense district Hunedoara. In het dorp zijn resten aangetroffen uit de steentijd. Boholț staat vooral bekend om zijn koolzuurhoudend water. Het dorp ligt ten noorden van Șoimuș.